# Le Chiffre de l'alchimiste
Le Chiffre de l'alchimiste (titre original : Dark Matter: The Private Life of Sir Isaac Newton) est un roman policier historique de Philip Kerr publié en 2002 puis traduit en français et publié aux éditions du Masque en 2004.

## Résumé

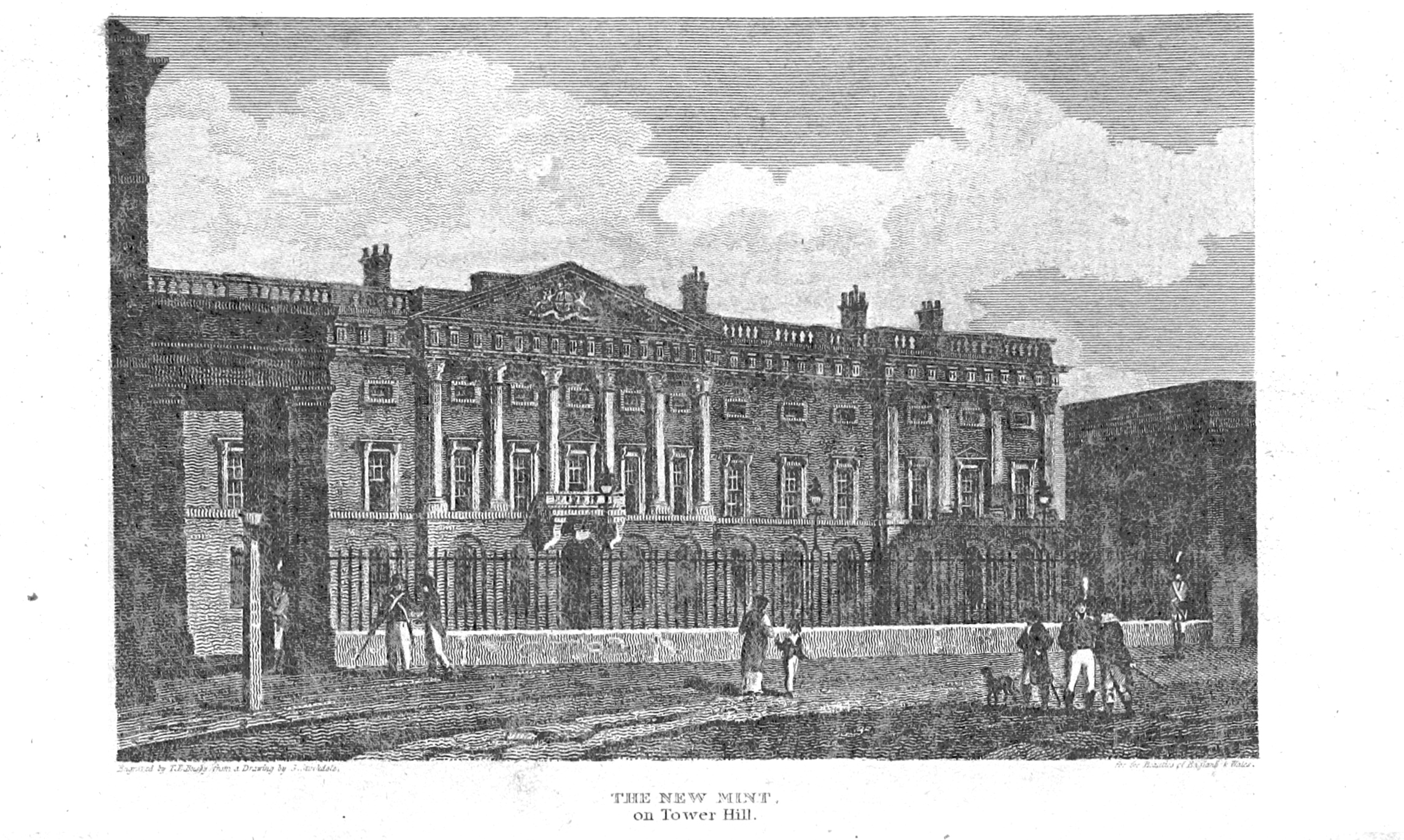
Le Royal Mint sur Tower Hill (Londres).

En 1696, Isaac Newton devient gardien du Royal Mint et principal défenseur de la monnaie anglaise. Ellis devient son secrétaire et loge dans la Tour de Londres. Le corps de Macey, prédécesseur d'Ellis, est tiré des douves de la Tour. Ellis découvre que Newton est alchimiste et dispose d'un microscope. Kennedy, ami d'un autre alchimiste, est tué avec une lettre codée. Mercer, employé du Mint est tué aussi. Newton suspecte Rohan et Mornay après les avoir épiés au télescope. Twistleton, employé du Mint, lui donne aussi une lettre codée. Mornay est tué dans le Mint avec une lettre codée aussi. Ellis fait l'amour à Mlle Barton, nièce de Newton, mais la fâche en parlant de l'hérésie du maître. Au Mint, Newton arrête Scroope, qui avoue deux meurtres. Il déchiffre le code et démasque un complot d'extermination des catholiques de Londres à partir des registres d'impôts.

## Accueil critique
En France, Thomas Day dans la revue Bifrost décrit le roman comme « une éblouissante fiction sur les sciences de la fin du XVIIe siècle : mathématiques, astronomie, sciences occultes, alchimie ».